# Hugo Wittmann
Pour les articles homonymes, voir Wittmann.
Hugo Wittmann (né le 16 octobre 1839 à Ulm, mort le 6 février 1923 à Vienne) est un écrivain et librettiste germano-autrichien.

## Biographie
Wittmann est le fils de l'enseignant Johann Christoph Wittmann et de sa femme Maria Rebekka Hormuth. La famille a ses racines à Blaubeuren et Biberach an der Riß. Avec sa sœur cadette Maria Clara, il émigre à Vienne et se consacre à la musique. Maria Clara épouse Volkmar Leisching à Vienne, un marchand et descendant d'une grande famille aux racines thuringiennes. Hugo Wittmann commence à travailler comme auteur et à écrire des opéras.
En tant qu'employé de Neue Freie Presse, il entre en contact avec Theodor Herzl et entretient une correspondance régulière avec lui. La pièce Die Dame in Schwarz, qui se déroule dans un lieu appelé Hirschgarten am Rhein , est écrite avec lui et créée en février 1890. En octobre 1891, Wittmann aide Herzl à trouver un emploi de correspondant à Paris et reste en contact avec lui.

## Œuvres pour la scène
| Titre               | Genre     | Acte    | Livret                                                                                | Première         | Lieu, théâtre               |
| ------------------- | --------- | ------- | ------------------------------------------------------------------------------------- | ---------------- | --------------------------- |
| Der Feldprediger    | Opérette  | 3 actes | Hugo Wittmann et Alois Wohlmuth, d'après Das seltsame Brautgemach de Gustav Schilling | 31 octobre 1884  | Vienne, Theater an der Wien |
| Der Hofnarr         | Opérette  | 3 actes | Hugo Wittmann et Julius Bauer                                                         | 1886             | Vienne                      |
| Die sieben Schwaben | Opérette  | 3 actes | Hugo Wittmann et Julius Bauer                                                         | 29 octobre 1887  | Vienne, Theater an der Wien |
| Der Liebeshof       | Opérette  | 3 actes | Hugo Wittmann et Oscar Blumenthal (de)                                                | 1888             | Vienne                      |
| Der arme Jonathan   | Opérette  | 3 actes | Hugo Wittmann et Julius Bauer                                                         | 4 janvier 1890   | Vienne, Theater an der Wien |
| Die Dame in Schwarz | Lustspiel | 4 actes | Hugo Wittmann et Theodor Herzl                                                        | 6 février 1890   | Vienne                      |
| General Gogo        | Opérette  | 3 actes | Hugo Wittmann et Gustav Davis                                                         | 1896             | Vienne                      |
| Das Nordlicht       | Opérette  | 3 actes | Hugo Wittmann                                                                         | 22 décembre 1896 | Vienne, Theater an der Wien |